# Treble Charger
I Treble Charger sono stati un gruppo rock canadese, formato dal cantante Greig Nori (produttore dei Sum 41, con i quali i Treble Charger hanno realizzato Detox, loro ultimo album), il bassista Rosie Martin ed il batterista Trevor MacGregor. Il chitarrista Bill Priddle, membro cofondatore della band, ha lasciato nel 2003. Hanno iniziato con uno stile indie rock melodico, evoluto poi in un pop punk ibrido con il nu metal dopo aver firmato con una major nel 1997.

## Componenti
Greig Nori e Bill Priddle sono gli unici membri originali che tuttora fanno parte del gruppo.

## Album
- 1994 - NC17 - numero 2 in Canada
- 1995 - Self Title - numero 9 in Canada
- 1997 - Maybe It's Me - numero 1 Canada
- 2001 - Wide Awake Bored - numero 4 in Canada
- 2002 - Detox (collaborazione con i Sum 41) - numero 10 in Canada